# LA 용팔이
"LA 용팔이"(엘에이 용팔이)는 한국에서 제작된 설태호 감독의 1986년 영화이다. 이대근 등이 주연으로 출연하였다.

## 출연

### 주연
- 이대근
- 김진아
- 진유영

## 기타
- 조명: 손영철
- 녹음: 김병수